# Grzybowa Góra (Wzgórza Dalkowskie)
Grzybowa Góra – wzniesienie (216,7 m n.p.m.), w południowo-zachodniej Polsce, na Wzgórzach Dalkowskich, najwyższy punkt powiatu lubińskiego.

## Położenie
Wzniesienie położone w południowo-wschodniej części Wzgórz Dalkowskich na pograniczu z Wysoczyzną Lubińską około 8,0 km na północ od centrum miejscowości Lubin między miejscowością Rynarcice po północno-zachodniej stronie, a Koźlice po południowo-wschodniej stronie.
Jest to typowe wzniesienie morenowe w kształcie wału o mało podkreślonym wierzchołku, wznoszącym się nieznacznie ponad wierzchowinę, co czyni górę mało rozpoznawalną w terenie. Charakteryzuje się łagodnymi zboczami: północnym, wschodnim oraz zachodnim i nieco podkreślonym zboczem południowym, co nadaje wzniesieniu charakter góry. Zbocze wschodnie, ponacinane jarami, łagodnie opada w kierunku strefy źródliskowej Rudnej. Góra zbudowana z glin zwałowych przykrytych osadami piasków i żwirów wodno-lodowcowych, powstała w młodszej fazie zlodowacenia środkowopolskiego. Na szczycie obszerna polana, na której w najwyższym punkcie przy leśnej drodze znajduje się głaz narzutowy, z wykutą nazwą góry. Zbocza w całości porośnięte lasem świerkowym, z niewielką domieszką drzew liściastych.

## Turystyka
Przez szczyt góry, przechodzi pieszy szlak turystyczny:
- niebieski – prowadzący przez Lubin, Grzybową górę, Rynarcice, Polkowice.